# Gløderørsmotor
for gløderør anvendt i dieselmotorer - se gløderør.
En gløderørsmotor er en type af små interne forbrændingsmotorer typisk anvendt i modelfartøjer, modelbiler og lignende anvendelser. Tændingen opnås ved en kombination af opvarmning fra kompression, varme fra gløderør og katalyseeffekten fra platinspiralen indeni gløderøret som påvirker metanolen i brændstoffet. 

## Historie
Den amerikanske opfinder Ray Arden krediteres for at være opfinderen af det første gløderør til modelmotorer i 1947. Ray Arden blev født i New York 24. februar 1890 og har opfundet 300 opfindelser som blev solgt i 1920'erne, hvilket hovedsageligt var legetøj. I de slutningen af 1940'erne opfandt Arden miniature forbrændingsmotorer mens han var ved at bygge verdens mindste modelmotorer. Metanol-baseret brændstof blev tilgængeligt kommercielt efter 2. verdenskrig som en brændstofkilde til modelmotorer. 
Nogle af Ardens venner kørte en forbrændingsmotor og til deres overraskelse blev den ved med at køre selv om tændrørets elektricitet blev slukket. De undersøgte hvorfor det skete og opdagede en fejl i tændrøret, som gjorde at en del af det blev rødglødende. De tilkaldte deres ven Arden og gløderøret var en realitet. Fra da af blev modelmotorer meget simplere, da man ikke mere behøvede tændspoler, kondensatorer, timere og batterier.

## Modelgløderørsdesign
Gløderøret anvendt i modelmotorer er betydeligt anderledes end dem anvendt i dieselmotorer. I fuldstørrelses motorer, anvendes gløderøret kun til at starte. I modelmotorer er gløderøret en integreret del af tændingssystemet, pga. katalyseeffekten af platinspiralen. Gløderøret er robust og består indvendigt af en spiralformet platintråd. Når en elektrisk strøm løber gennem spiralen, eller når udsat for forbrændingsvarme i kammeret, gløder spiralen hvilket tænder det særlige brændstof anvendt i disse motorer. Elektrisk energi kan tilføres via et specielt stik eller en gløderørsklemme, som forbindes på ydersiden af motoren.